# Jezioro Czarne (Czarna Huta)
Jezioro Czarne (Czarna Huta) (kaszb. Jezoro Czôrné) – jezioro na Pojezierzu Kaszubskim, na południowy wschód od Pomieczyńskiej Huty w województwie pomorskim, w powiecie kartuskim, w gminie Przodkowo.
Ogólna powierzchnia: 62 ha.